# Générac (Gironde)
Pour les articles homonymes, voir Générac.
Générac est une commune française, située dans le département de la Gironde, en région Nouvelle-Aquitaine.

## Géographie

### Localisation

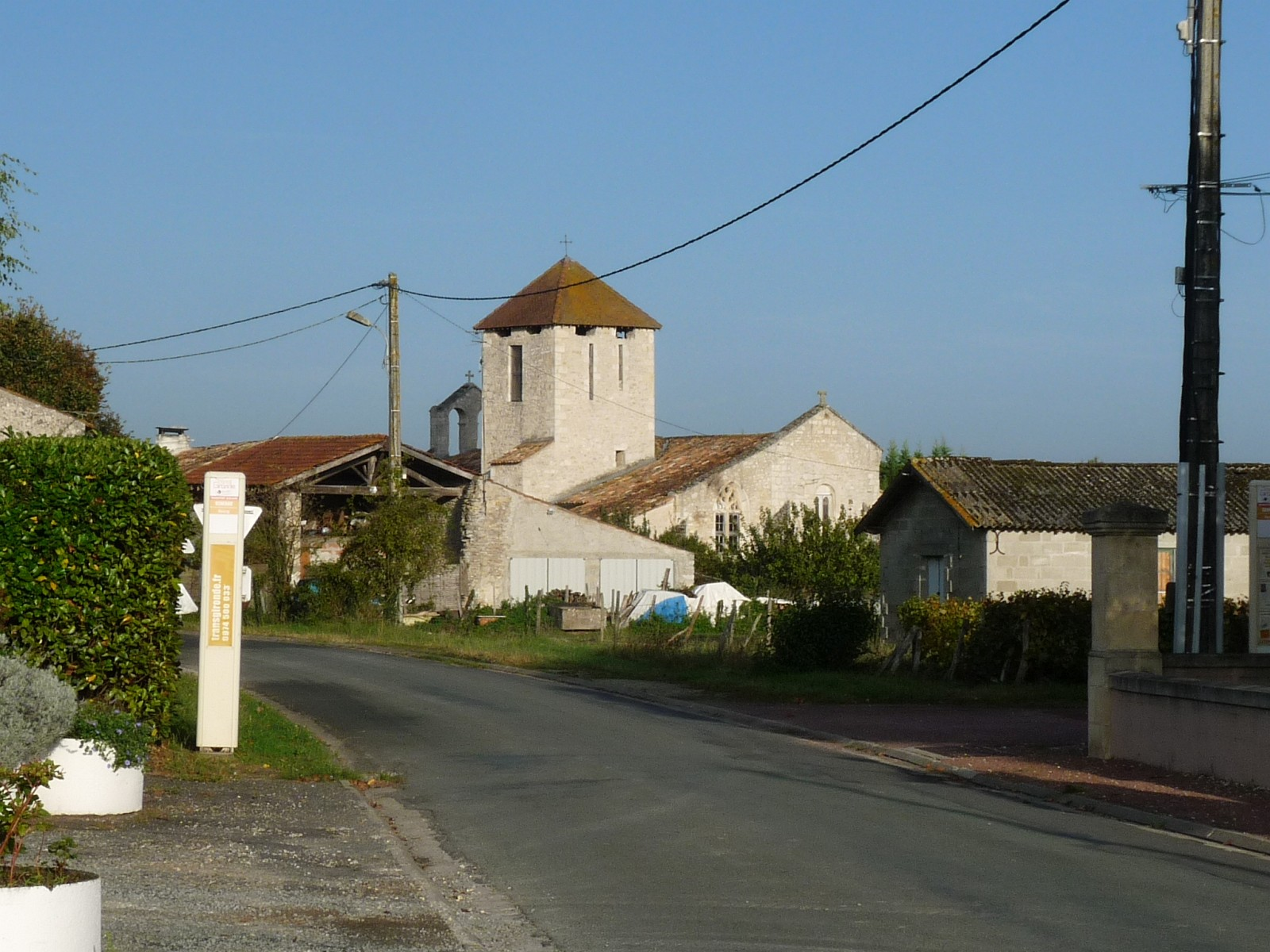
Le bourg et l'église.

Générac est une commune de Haute-Gironde, dans le Blayais, située à 52 km à vol d'oiseau au nord de Bordeaux, et à 11 km au nord-est de Blaye, à 64 km au sud de Saintes.
La commune se trouve dans l'aire d'attraction de Bordeaux et dans sa zone d'emploi, ainsi que dans le bassin de vie de Blaye

### Communes limitrophes
Les communes limitrophes sont  Campugnan, Saint-Girons-d'Aiguevives, Saint-Paul et Saugon.
| Campugnan  |                           |        |
|            | Générac                   | Saugon |
| Saint-Paul | Saint-Girons-d'Aiguevives |        |

### Géologie et relief
La superficie de la commune est de 9,44 km2 ; son altitude varie de 19  à   50 mètres.

### Hydrographie

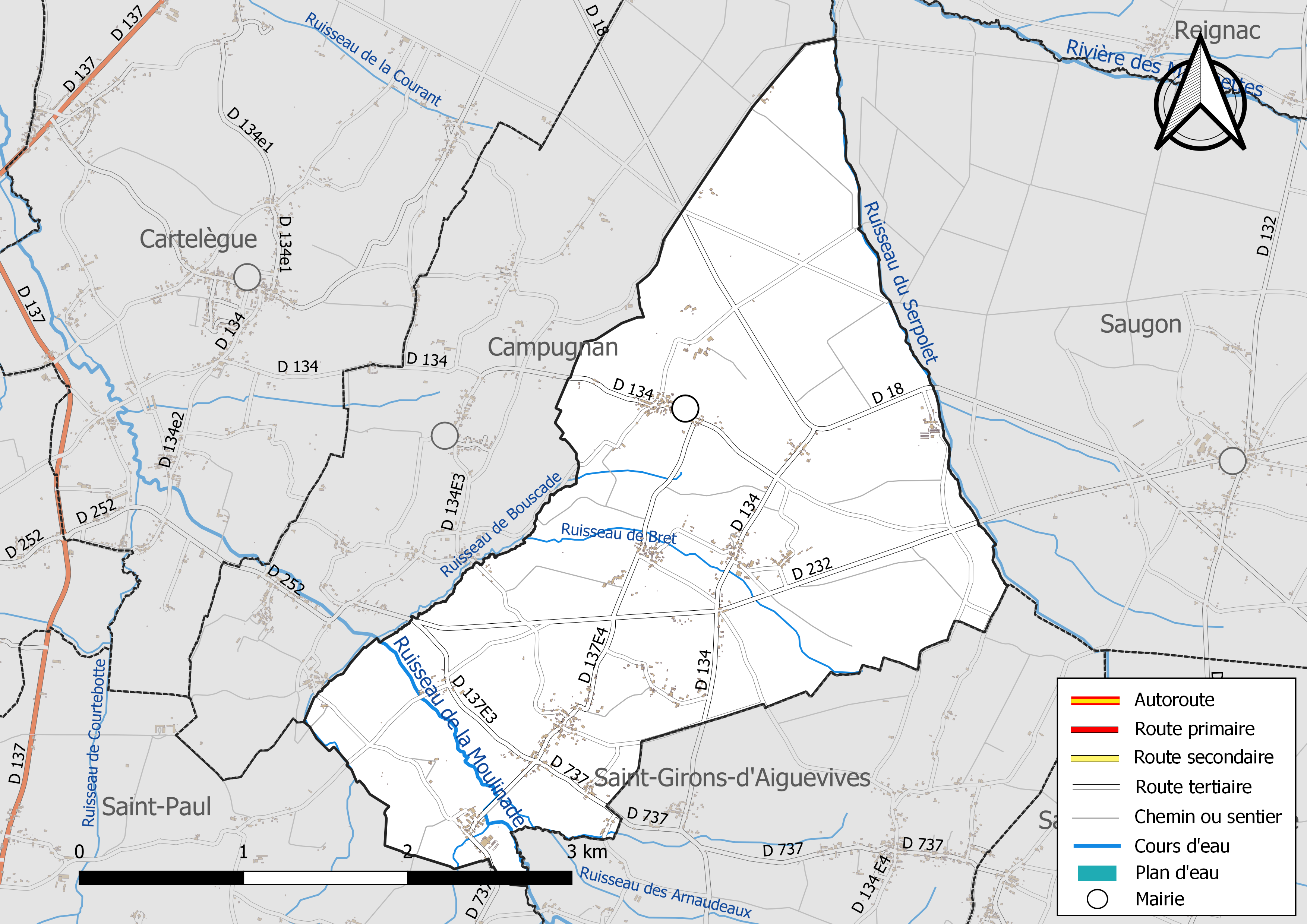
Carte hydrographique et des infrastructures de transport de la commune.

La commune, limitée au nord par le ruisseau de Serpolet et à l'ouest par le ruisseau de Bouscade, est également drainé par le ruisseau de la Moulinade.

### Climat
Pour des articles plus généraux, voir Climat de la Nouvelle-Aquitaine et Climat de la Gironde.
Historiquement, la commune est exposée à un climat océanique aquitain.  
En 2020, Météo-France publie une typologie des climats de la France métropolitaine dans laquelle la commune est exposée à un climat océanique et est dans la région climatique Aquitaine, Gascogne, caractérisée par une pluviométrie abondante au printemps, modérée en automne, un faible ensoleillement au printemps, un été chaud (19,5 °C), des vents faibles, des brouillards fréquents en automne et en hiver et des orages fréquents en été (15 à 20 jours).
Pour la période 1971-2000, la température annuelle moyenne est de 12,9 °C, avec une amplitude thermique annuelle de 14,5 °C. Le cumul annuel moyen de précipitations est de 933 mm, avec 12,2 jours de précipitations en janvier et 7 jours en juillet. Pour la période 1991-2020, la température moyenne annuelle observée sur la station météorologique la plus proche, située sur la commune de Saint-Savin à 8,93 km à vol d'oiseau, est de 13,9 °C et le cumul annuel moyen de précipitations est de 835,2 mm,. Pour l'avenir, les paramètres climatiques de la commune estimés pour 2050 selon différents scénarios d’émission de gaz à effet de serre sont consultables sur un site dédié publié par Météo-France en novembre 2022.

## Urbanisme

### Typologie
Au 1er janvier 2024, Générac est catégorisée commune rurale à habitat dispersé, selon la nouvelle grille communale de densité à sept niveaux définie par l'Insee en 2022.
Elle est située hors unité urbaine. Par ailleurs la commune fait partie de l'aire d'attraction de Bordeaux, dont elle est une commune de la couronne,. Cette aire, qui regroupe 275 communes, est catégorisée dans les aires de 700 000 habitants ou plus (hors Paris),.

### Occupation des sols

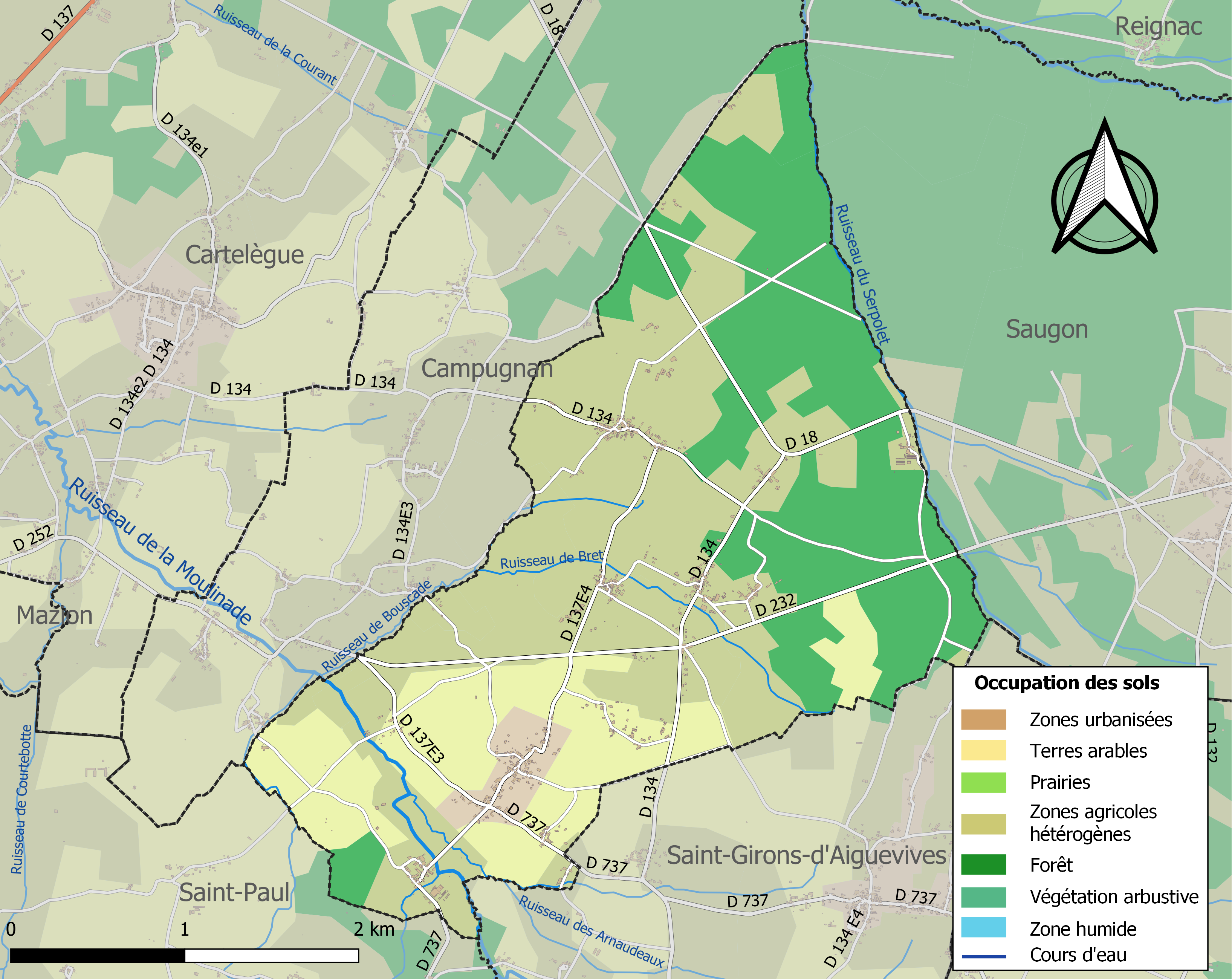
Carte des infrastructures et de l'occupation des sols de la commune en 2018 (CLC).

L'occupation des sols de la commune, telle qu'elle ressort de la base de données européenne d’occupation biophysique des sols Corine Land Cover (CLC), est marquée par l'importance des territoires agricoles (65,6 % en 2018), en diminution par rapport à 1990 (67,3 %). La répartition détaillée en 2018 est la suivante : 
zones agricoles hétérogènes (46,9 %), forêts (31,7 %), cultures permanentes (18,7 %), zones urbanisées (2,7 %). L'évolution de l’occupation des sols de la commune et de ses infrastructures peut être observée sur les différentes représentations cartographiques du territoire : la carte de Cassini (XVIIIe siècle), la carte d'état-major (1820-1866) et les cartes ou photos aériennes de l'IGN pour la période actuelle (1950 à aujourd'hui).

### Habitat et logement
En 2021, le nombre total de logements dans la commune était de 284, alors qu'il était de 269 en 2016 et de 265 en 2011.
Parmi ces logements, 82,8 % étaient des résidences principales, 5,8 % des résidences secondaires et 11,3 % des logements vacants. Ces logements étaient pour 98,3 % d'entre eux des maisons individuelles et pour 0,3 % des appartements.
Le tableau ci-dessous présente la typologie des logements à Générac en 2021 en comparaison avec celle de la Gironde et de la France entière. Une caractéristique marquante du parc de logements est ainsi la faible proportion des résidences secondaires et logements occasionnels (5,8 %) par rapport au département (8,9 %) et à la France entière (9,7 %).
| Typologie                                               | Générac | Gironde | France entière |
| ------------------------------------------------------- | ------- | ------- | -------------- |
| Résidences principales (en %)                           | 82,8    | 84,9    | 82,2           |
| Résidences secondaires et logements occasionnels (en %) | 5,8     | 8,9     | 9,7            |
| Logements vacants (en %)                                | 11,3    | 6,2     | 8,1            |

### Risques naturels et technologiques
Le territoire de la commune de Générac est vulnérable à différents aléas naturels : météorologiques (tempête, orage, neige, grand froid, canicule ou sécheresse), inondations, feux de forêts et séisme (sismicité faible). Il est également exposé à un risque technologique, le risque nucléaire. Un site publié par le BRGM permet d'évaluer simplement et rapidement les risques d'un bien localisé soit par son adresse soit par le numéro de sa parcelle.

#### Risques naturels
La commune a été reconnue en état de catastrophe naturelle au titre des dommages causés par les inondations et coulées de boue survenues en 1982, 1988, 1999 et 2009,.
Générac est exposée au risque de feu de forêt. Depuis le 20 avril 2016, les départements de la Gironde, des Landes et de Lot-et-Garonne disposent d’un règlement interdépartemental de protection de la forêt contre les incendies. Ce règlement vise à mieux prévenir les incendies de forêt, à faciliter les interventions des services et à limiter les conséquences, que ce soit par le débroussaillement, la limitation de l’apport du feu ou la réglementation des activités en forêt. Il définit en particulier cinq niveaux de vigilance croissants auxquels sont associés différentes mesures,.

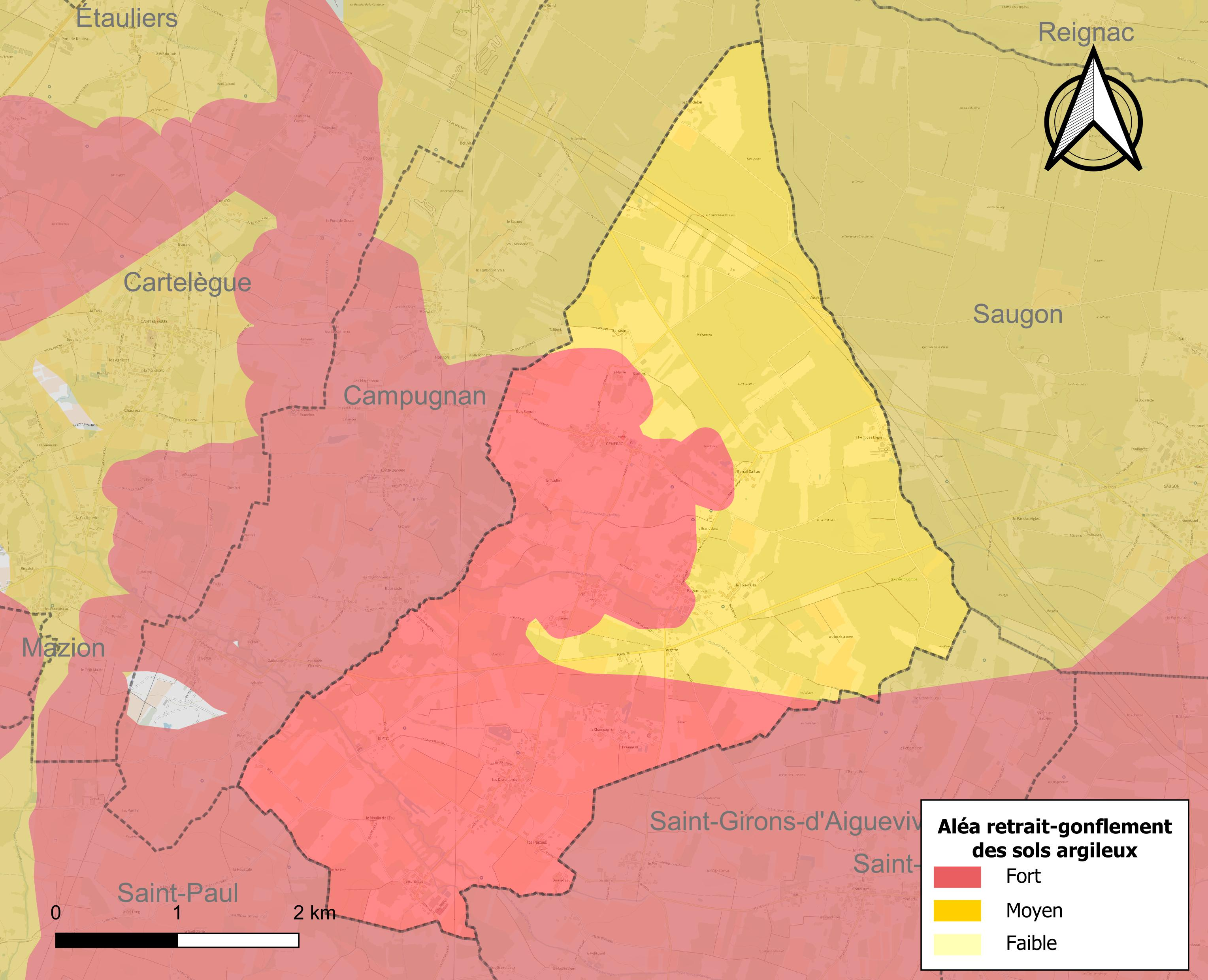
Carte des zones d'aléa retrait-gonflement des sols argileux de Générac.

Le retrait-gonflement des sols argileux est susceptible d'engendrer des dommages importants aux bâtiments en cas d’alternance de périodes de sécheresse et de pluie. La totalité de la commune est en aléa moyen ou fort (67,4 % au niveau départemental et 48,5 % au niveau national). Sur les 274 bâtiments dénombrés sur la commune en 2019, 274 sont en aléa moyen ou fort, soit 100 %, à comparer aux 84 % au niveau départemental et 54 % au niveau national. Une cartographie de l'exposition du territoire national au retrait gonflement des sols argileux est disponible sur le site du BRGM,.
Par ailleurs, afin de mieux appréhender le risque d’affaissement de terrain, l'inventaire national des cavités souterraines permet de localiser celles situées sur la commune.
Concernant les mouvements de terrains, la commune a été reconnue en état de catastrophe naturelle au titre des dommages causés par la sécheresse en 2003 et 2011 et par des mouvements de terrain en 1999.

#### Risques technologiques
La commune étant située totalement dans le périmètre du plan particulier d'intervention (PPI) de 20 km autour de la centrale nucléaire du Blayais, elle est exposée au risque nucléaire. En cas d'accident nucléaire, une alerte est donnée par différents médias (sirène, sms, radio, véhicules). Dès l'alerte, les personnes habitant dans le périmètre de 2 km se mettent à l'abri. Les personnes habitant dans le périmètre de 20 km peuvent être amenées, sur ordre du préfet, à évacuer et ingérer des comprimés d’iode stable,,.

## Histoire

### Révolution française et Empire
Durant la Révolution française, la maison-forte du Prat est vendue comme bien national

### Époque contemporaine

Générac au tout début du XXe siècle
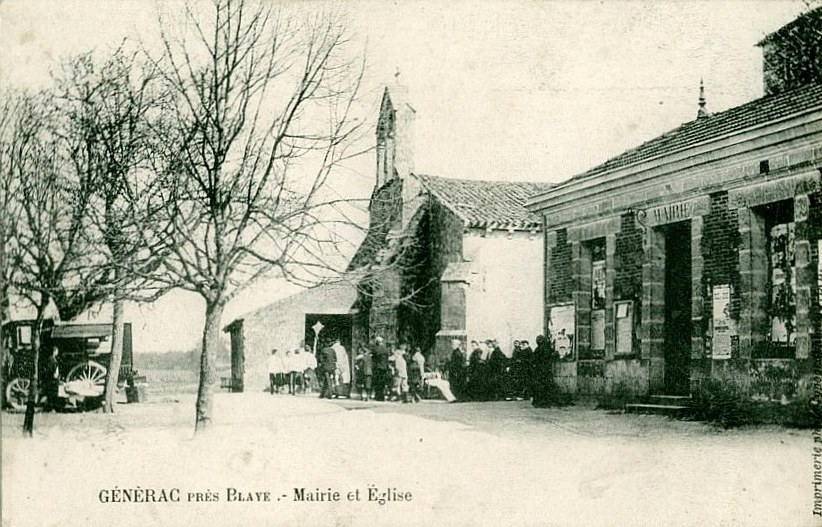
La mairie et l'église.
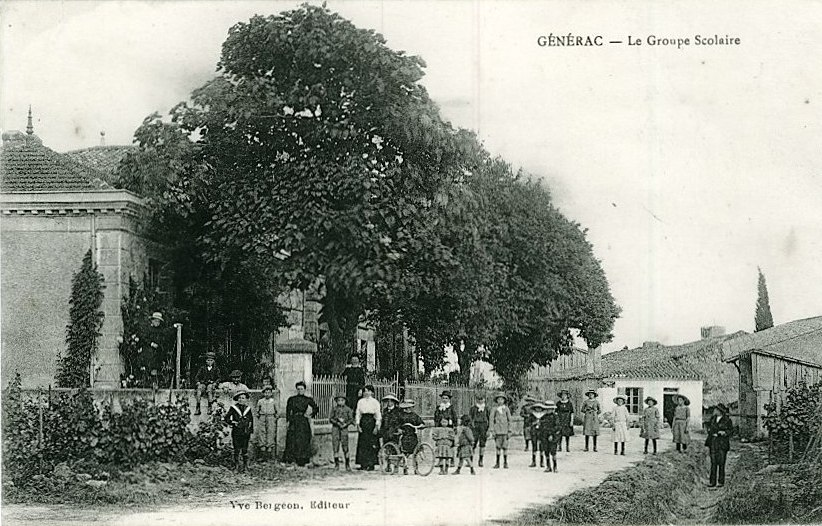
Le groupe scolaire.
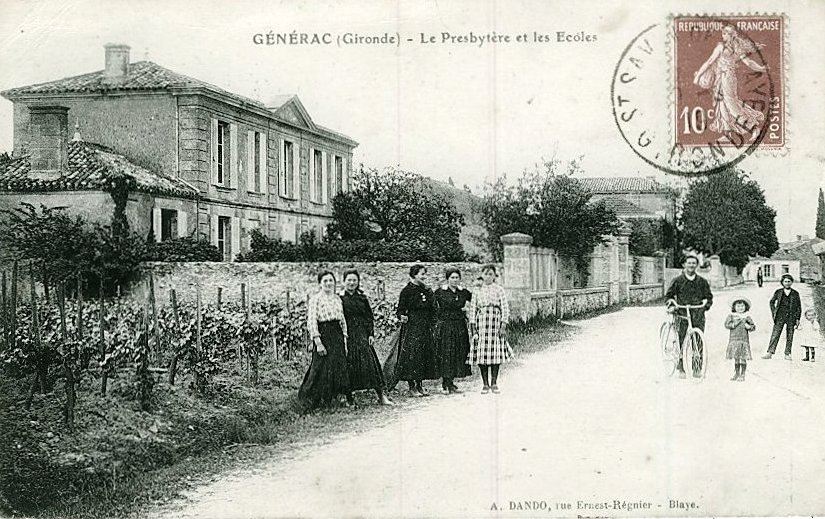
Le presbytère.
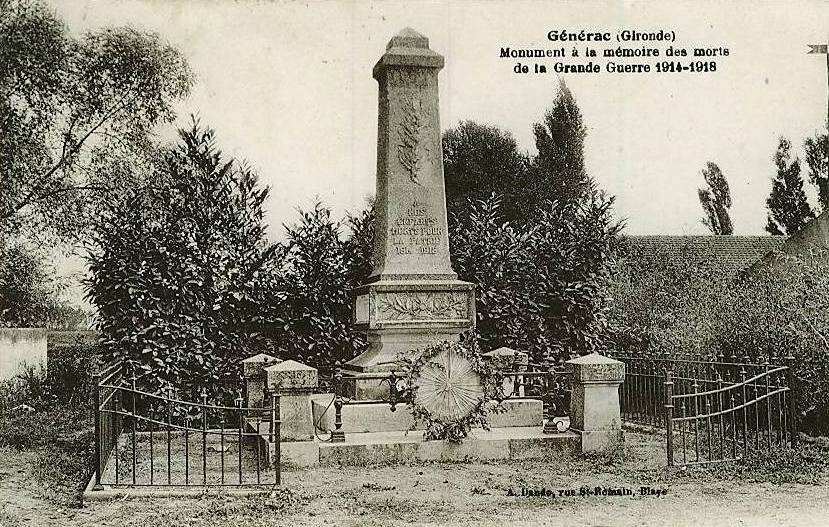
Le monument aux morts.
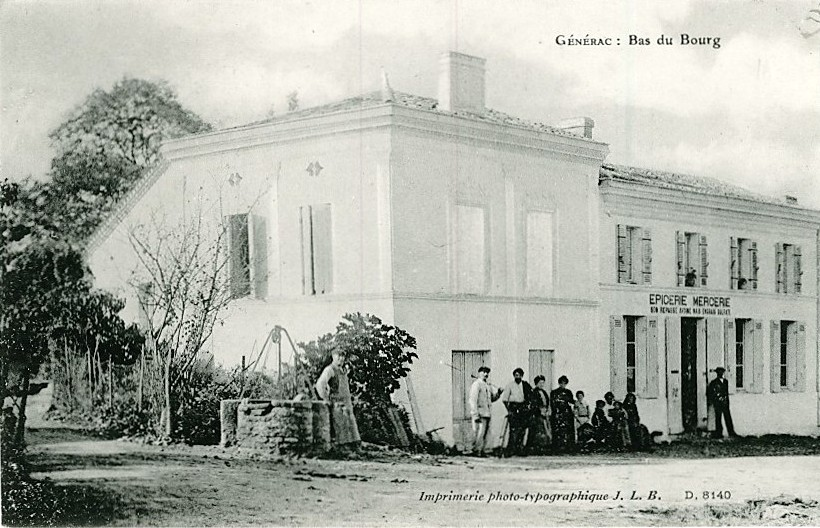
Le bas du bourg.
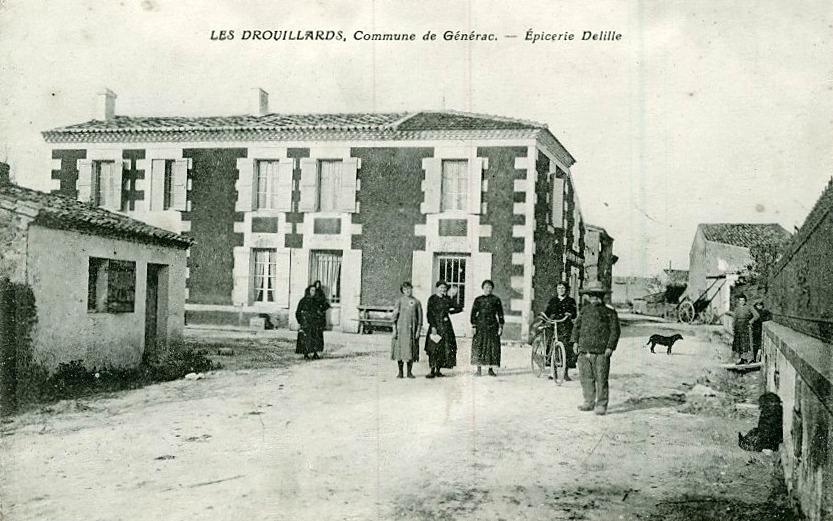
Les Drouillards, épicerie Delille.
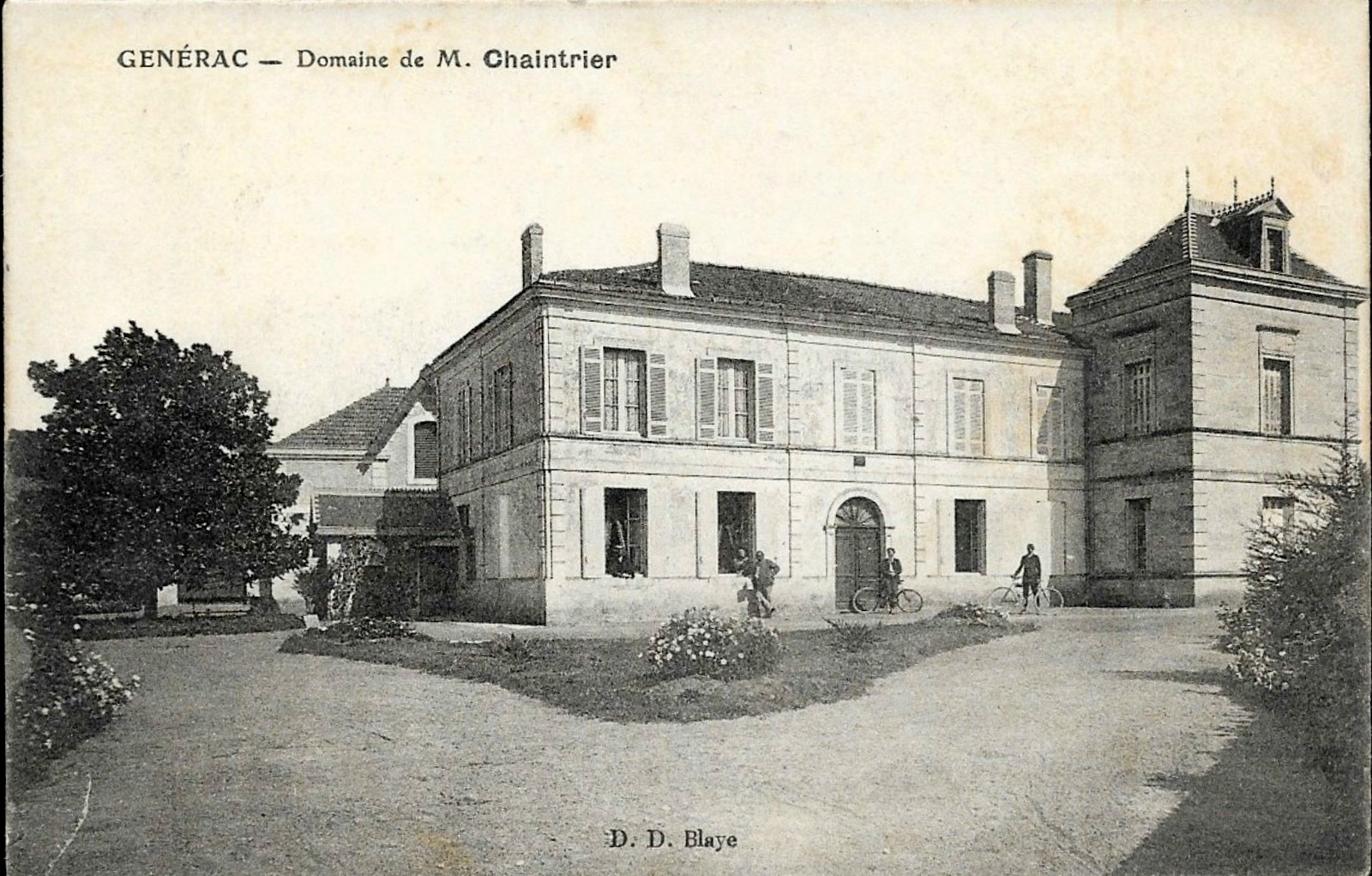
Le domaine de M. Chaintrier.
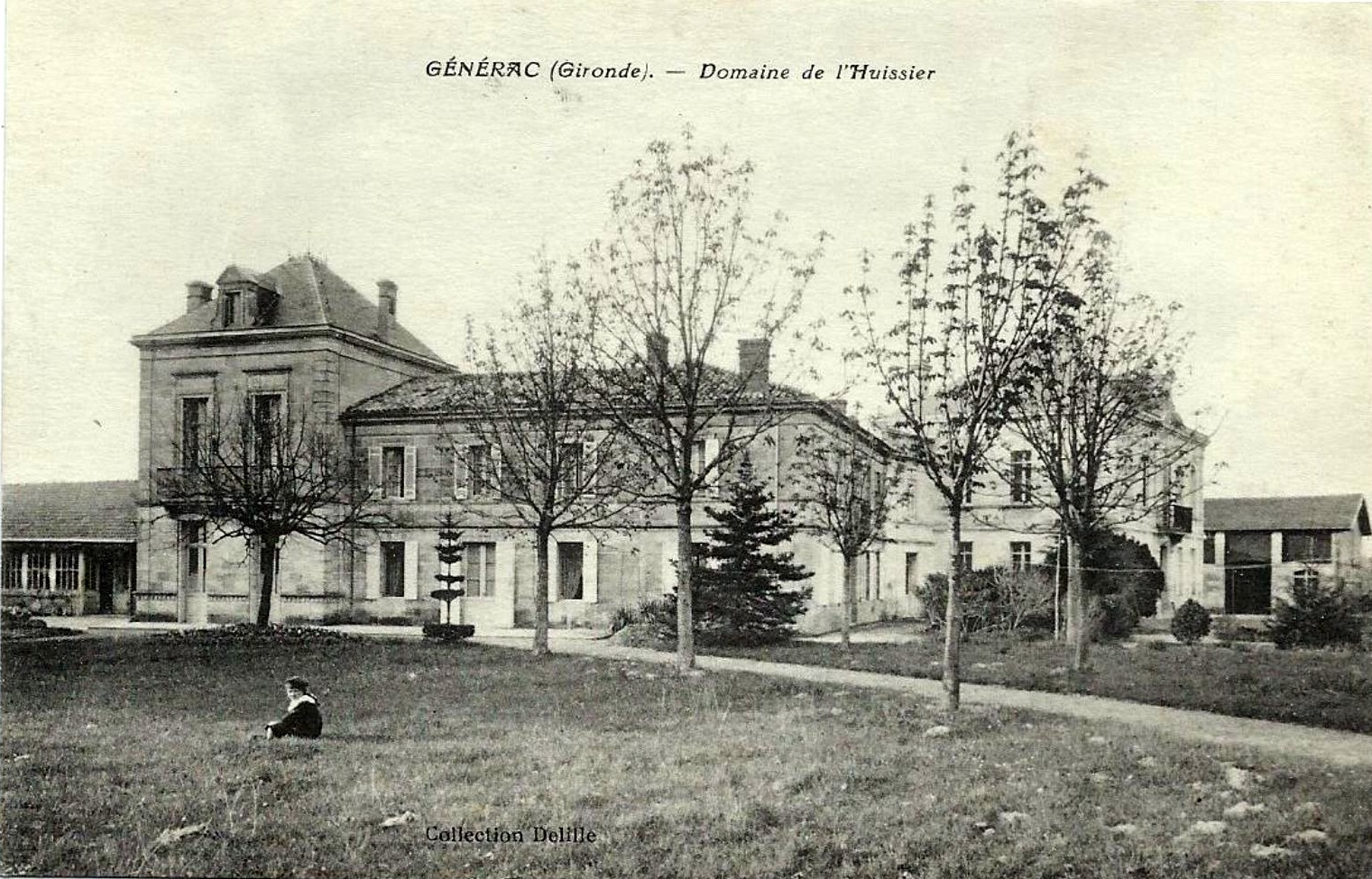
Le domaine de l'Huisier.

## Politique et administration

### Rattachements administratifs et électoraux

#### Rattachements administratifs
La commune se trouve dans l'arrondissement de Blaye du département de la Gironde.
Elle faisait partie depuis 1801 du canton de Saint-Savin. Dans le cadre du redécoupage cantonal de 2014 en France, cette circonscription administrative territoriale a disparu, et le canton n'est plus qu'une circonscription électorale.

#### Rattachements électoraux
Pour les élections départementales, la commune fait partie depuis 2014 du canton du Nord-Gironde.
Pour l'élection des députés, elle fait partie de la onzième circonscription de la Gironde.

### Intercommunalité
Générac  était membre de la communauté de communes du canton de Saint-Savin, un établissement public de coopération intercommunale (EPCI) à fiscalité propre créé fin 1999 et qui a pris la dénomination de communauté de communes Latitude Nord Gironde en 2015 et auquel la commune avait transféré un certain nombre de ses compétences, dans les conditions déterminées par le code général des collectivités territoriales.
Dans le cadre des dispositions de la loi portant nouvelle organisation territoriale de la République du 7 août 2015, qui prévoit que les établissements publics de coopération intercommunale (EPCI) à fiscalité propre doivent avoir un minimum de 15 000 habitants, et conformément aux prescriptions du schéma départemental de coopération intercommunale (SDCI) cinq communes, dont Générac, quittent le 1er janvier 2017, quittent  Latitude Nord Gironde pour intégrer la communauté de communes de Blaye.
Intervient alors un imbroglio juridique puisque, le 24 août 2018, le tribunal administratif de Bordeaux annule l'arrêté préfectoral décidant le transfert des 5 communes, réputées donc n'avoir jamais quitté Latitude Nord Gironde, mais la cour administrative d'appel de Bordeaux annule le 20 décembre 2018 le jugement du Tribunal administratif, réintégrant les cinq communes dans la communauté de communes de Blaye,, dont est donc désormais membre la commune.

### Liste des maires
| Période                                  | Période                        | Identité          | Étiquette | Qualité                                                                                           |
| ---------------------------------------- | ------------------------------ | ----------------- | --------- | ------------------------------------------------------------------------------------------------- |
| Les données manquantes sont à compléter. |                                |                   |           |                                                                                                   |
|                                          |                                |                   |           |                                                                                                   |
| avant 1864                               |                                | Jean Mérionnaud   |           |                                                                                                   |
| avant 1867                               |                                | Arnaud Clément    |           |                                                                                                   |
| avant 1896                               |                                | Jean Bouyé        |           |                                                                                                   |
|                                          |                                |                   |           |                                                                                                   |
| avant 1995                               | 1995                           | René Mariochaud   | PS        |                                                                                                   |
|                                          |                                |                   |           |                                                                                                   |
| juin 1995                                | 2014                           | Régis Cadusseau   |           |                                                                                                   |
| 2014,                                    | 2018                           | Jean-Louis Imbert |           | Chargé d’affaires chaudronnerie retraité Démissionnaire, ainsi qu'une partie du conseil municipal |
| janvier 2019                             | mai 2020                       | Daniel Chilon     | SE        |                                                                                                   |
| mai 2020                                 | décembre 2022                  | Roland Heraud     |           | Agent de fabrication de l'entreprise Ford retraité Mort en fonction                               |
| mars 2023                                | En cours (au 30 novembre 2023) | Philippe Dubau    |           | Ouvrier du bâtiment puis chauffeur scolaire                                                       |

## Équipements et services publics
La commune possède une école et une salle des fêtes.

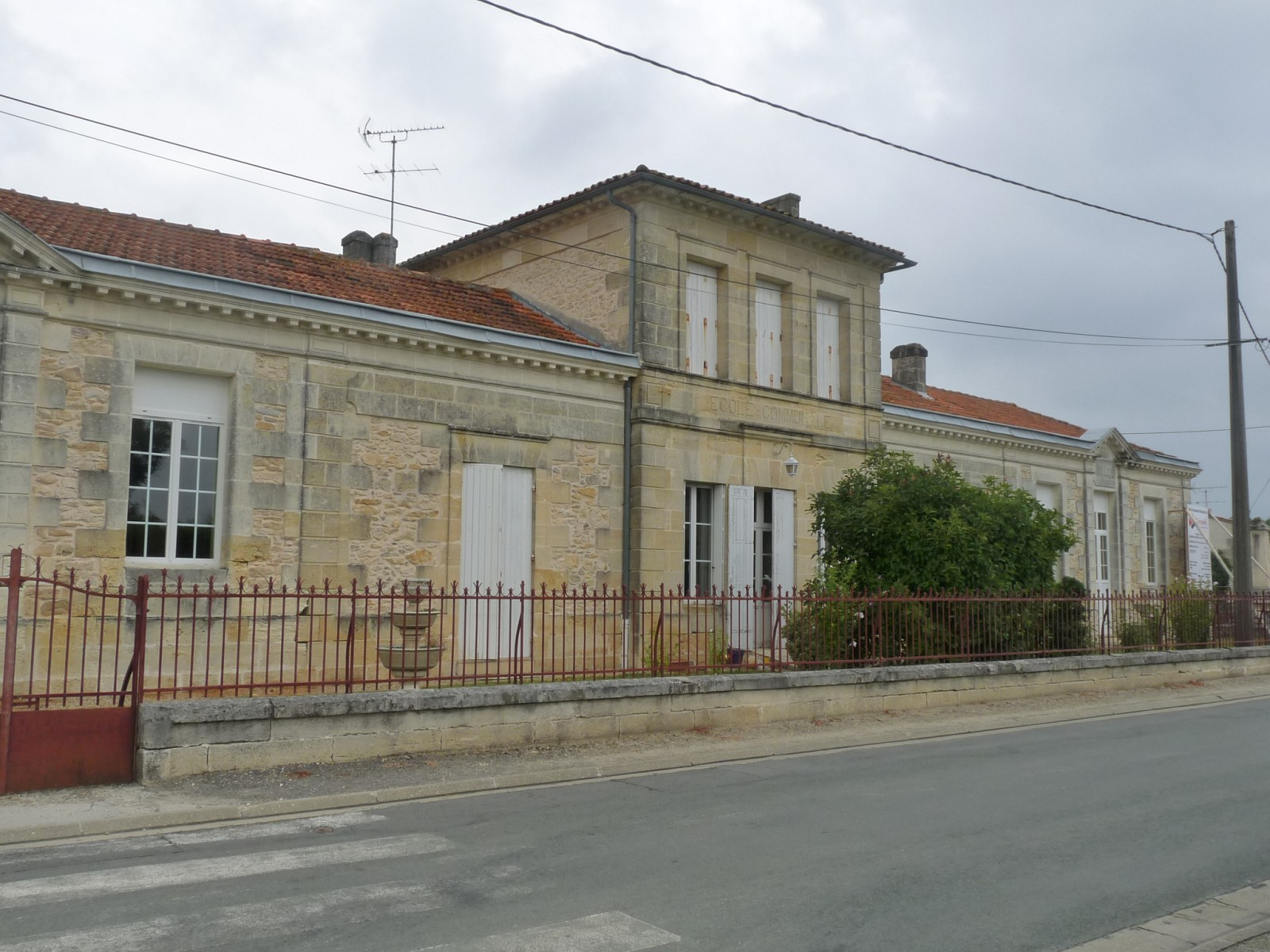
L'école
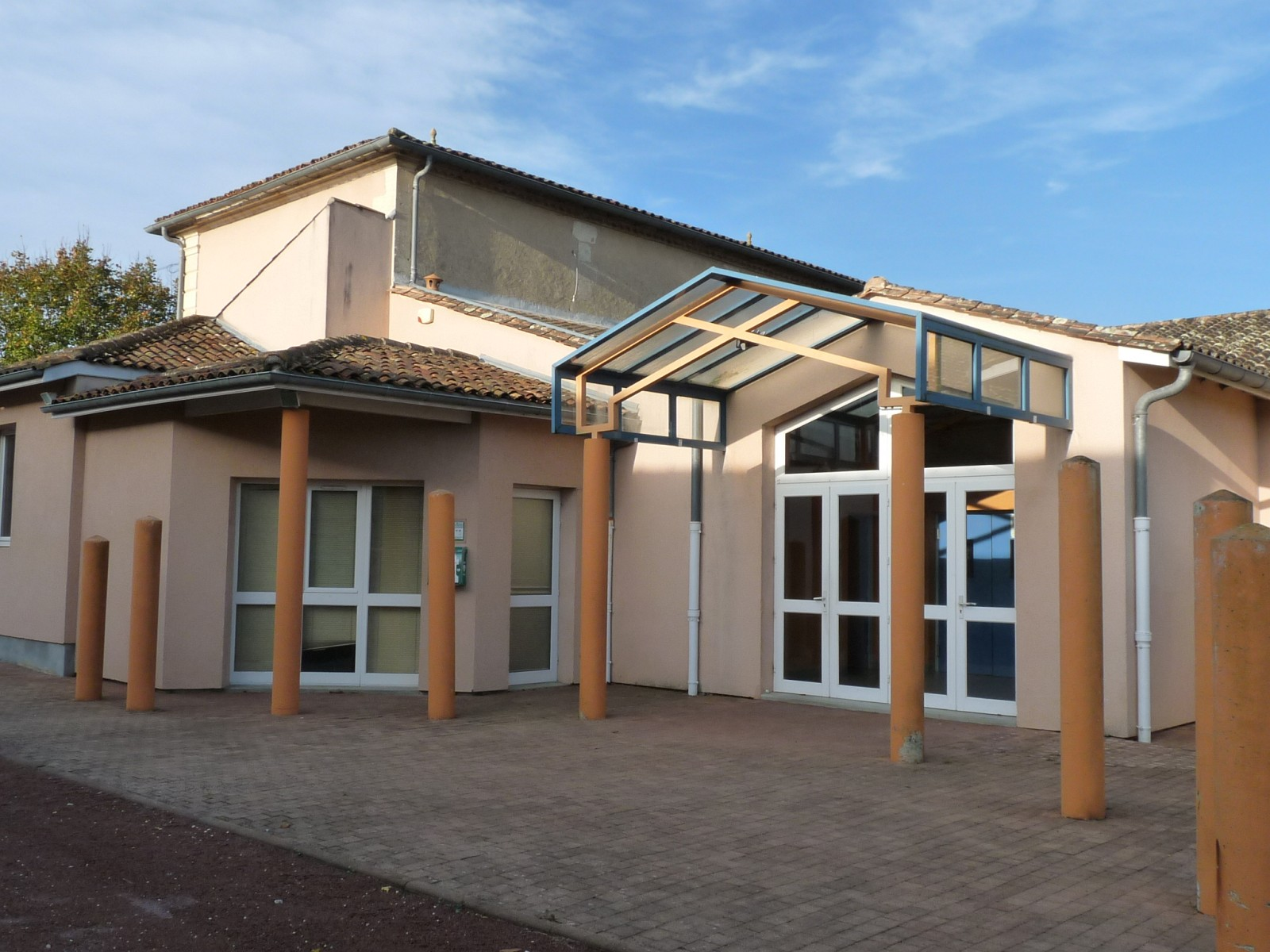
La salle des fêtes

## Population et société
Les habitants sont appelés les Généracais.

### Démographie
L'évolution du nombre d'habitants est connue à travers les recensements de la population effectués dans la commune depuis 1793. Pour les communes de moins de 10 000 habitants, une enquête de recensement portant sur toute la population est réalisée tous les cinq ans, les populations de référence des années intermédiaires étant quant à elles estimées par interpolation ou extrapolation. Pour la commune, le premier recensement exhaustif entrant dans le cadre du nouveau dispositif a été réalisé en 2006.

En 2022, la commune comptait 551 habitants, en évolution de +1,29 % par rapport à 2016 (Gironde : +6,91 %, France hors Mayotte : +2,11 %).
| 1793 | 1800 | 1806 | 1821 | 1831 | 1836 | 1841 | 1846 | 1851 |
| ---- | ---- | ---- | ---- | ---- | ---- | ---- | ---- | ---- |
| 610  | 619  | 430  | 667  | 753  | 763  | 758  | 798  | 810  |

| 1856 | 1861 | 1866 | 1872 | 1876 | 1881 | 1886 | 1891 | 1896 |
| ---- | ---- | ---- | ---- | ---- | ---- | ---- | ---- | ---- |
| 796  | 792  | 776  | 737  | 711  | 703  | 712  | 707  | 677  |

| 1901 | 1906 | 1911 | 1921 | 1926 | 1931 | 1936 | 1946 | 1954 |
| ---- | ---- | ---- | ---- | ---- | ---- | ---- | ---- | ---- |
| 688  | 710  | 703  | 602  | 666  | 628  | 553  | 513  | 535  |

| 1962 | 1968 | 1975 | 1982 | 1990 | 1999 | 2006 | 2011 | 2016 |
| ---- | ---- | ---- | ---- | ---- | ---- | ---- | ---- | ---- |
| 551  | 486  | 438  | 460  | 465  | 493  | 563  | 573  | 544  |

| 2021 | 2022 | - | - | - | - | - | - | - |
| ---- | ---- | - | - | - | - | - | - | - |
| 548  | 551  | - | - | - | - | - | - | - |

## Culture locale et patrimoine

### Lieux et monuments
- La maison forte du Prat  Inscrit MH ( 2002)[24] date du XIVe siècle mais a été reconstruite au XVIe siècle et transformée en ferme au XIXe siècle. Elle est encore partiellement entourée de courtines et de fossés en eau.
- L'église paroissiale Saint-Genès.

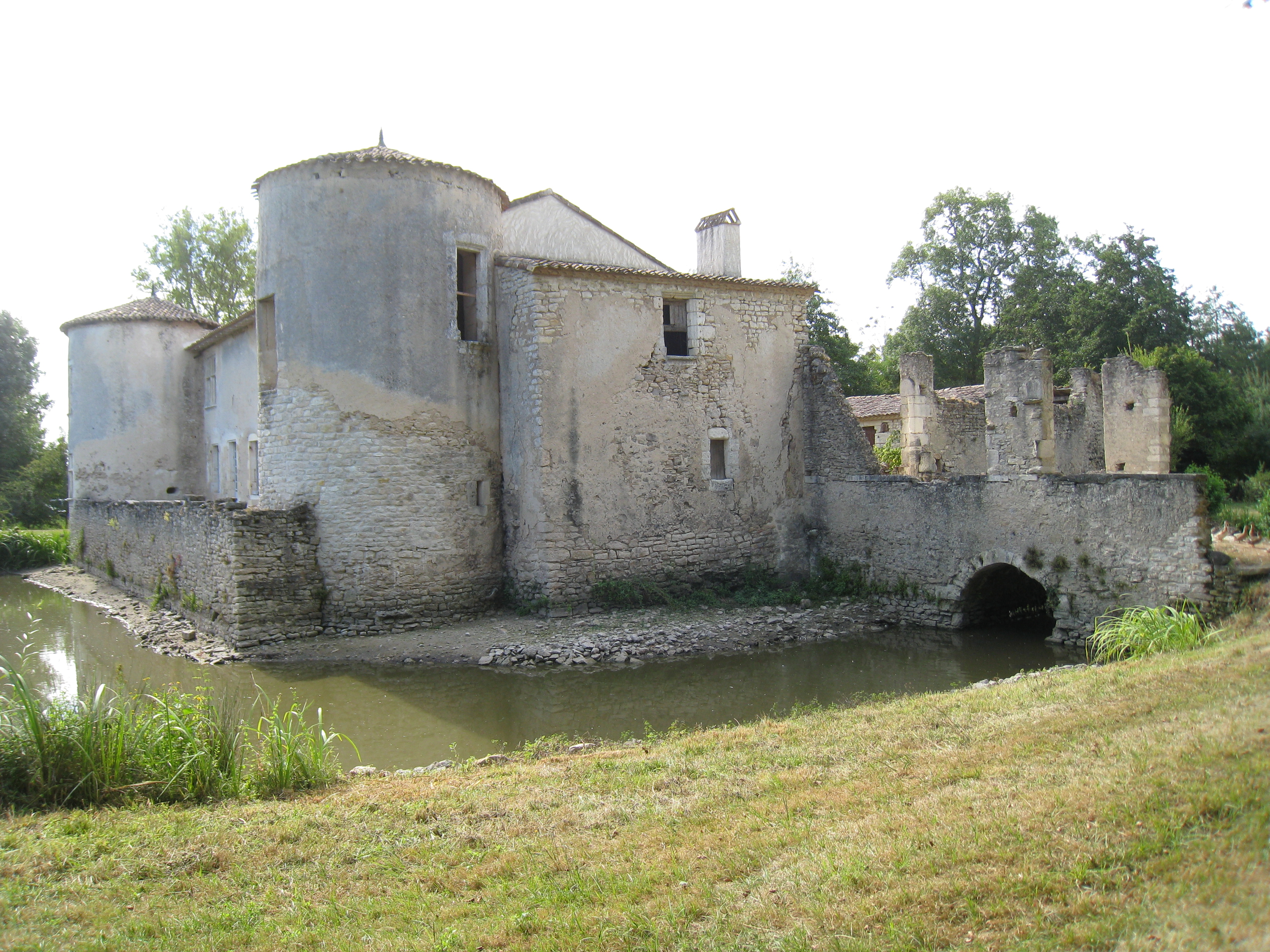
Maison forte du Prat
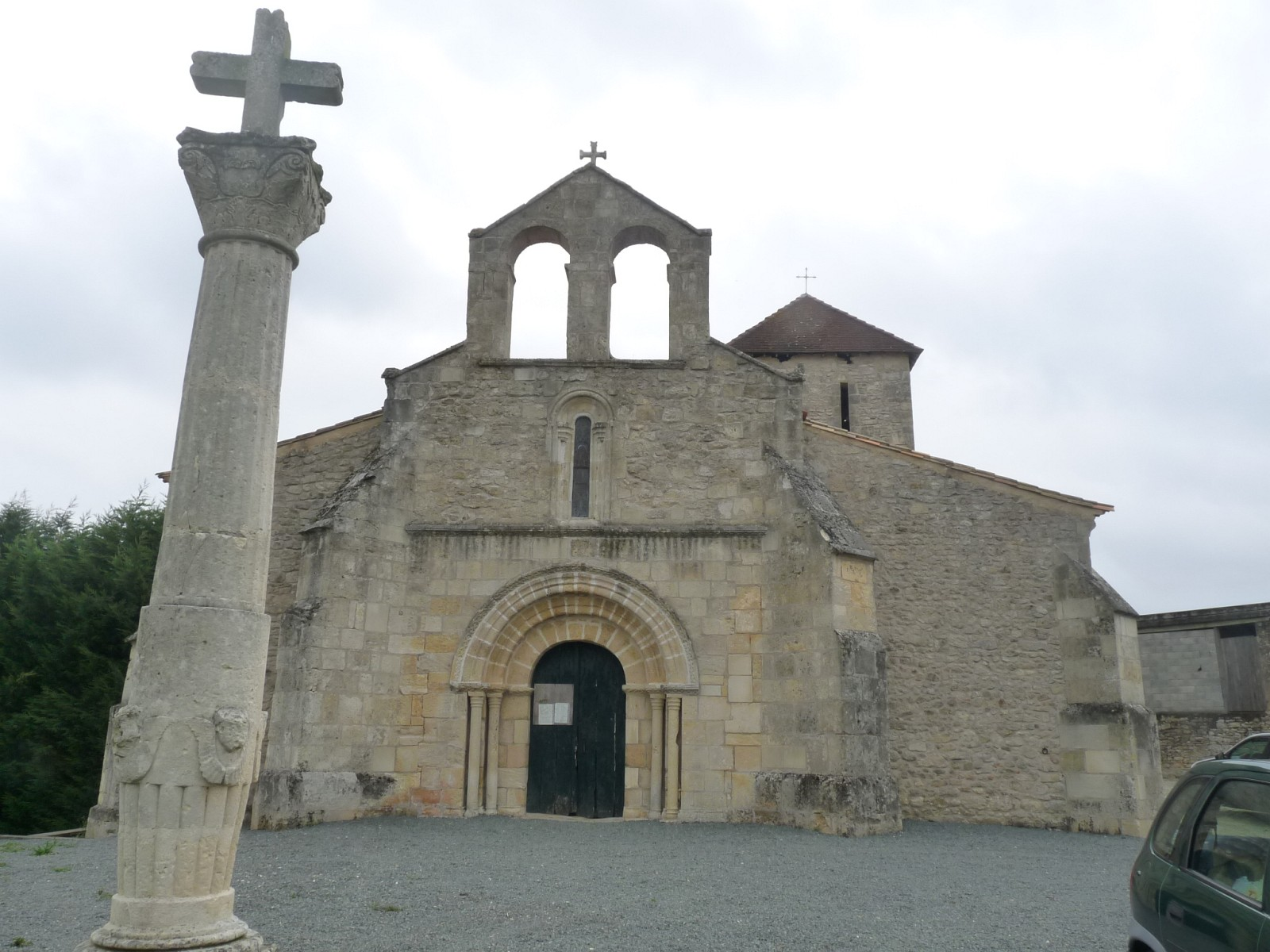
La croix de mission et l'église
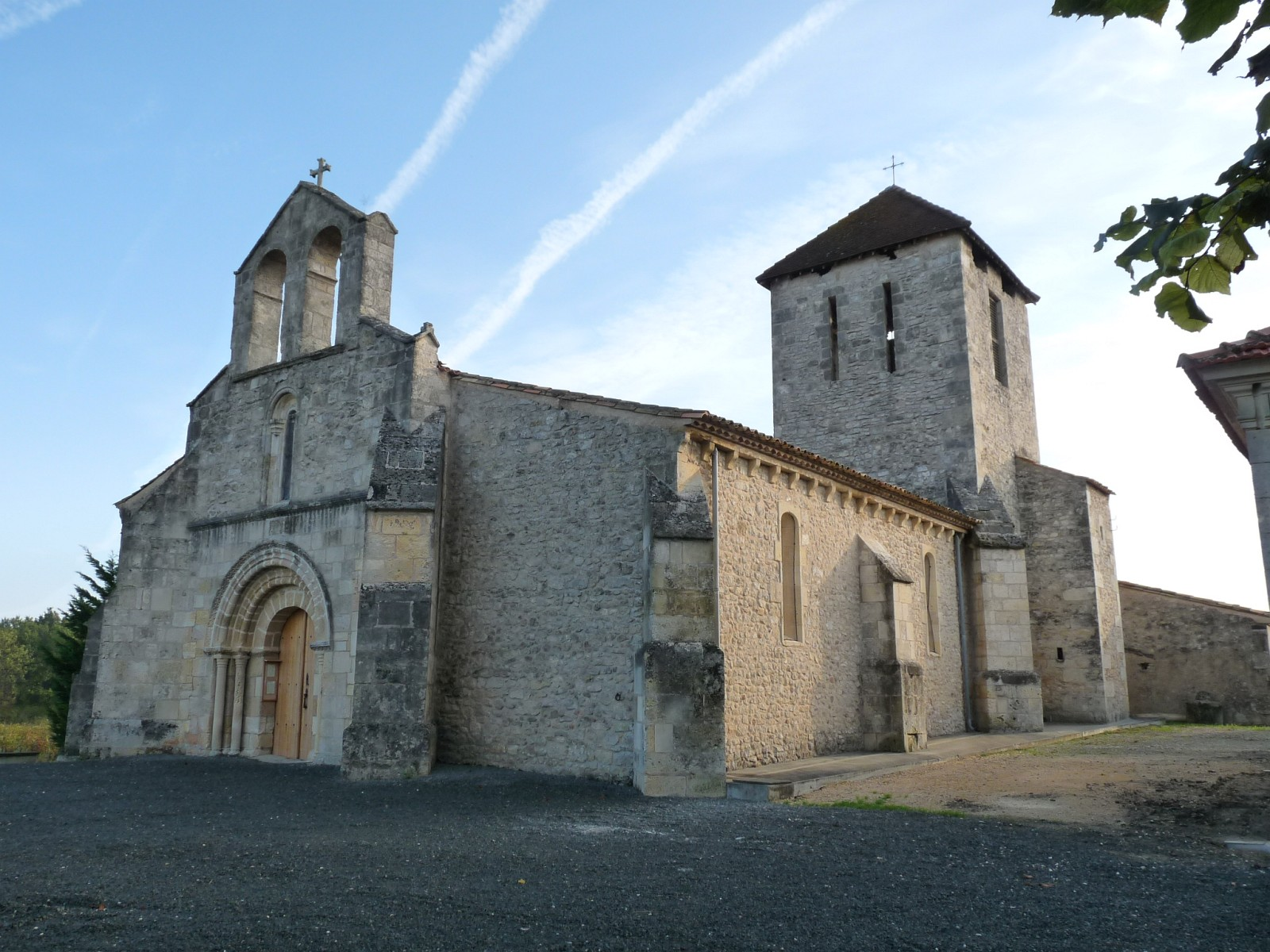
Vue générale de l'église.
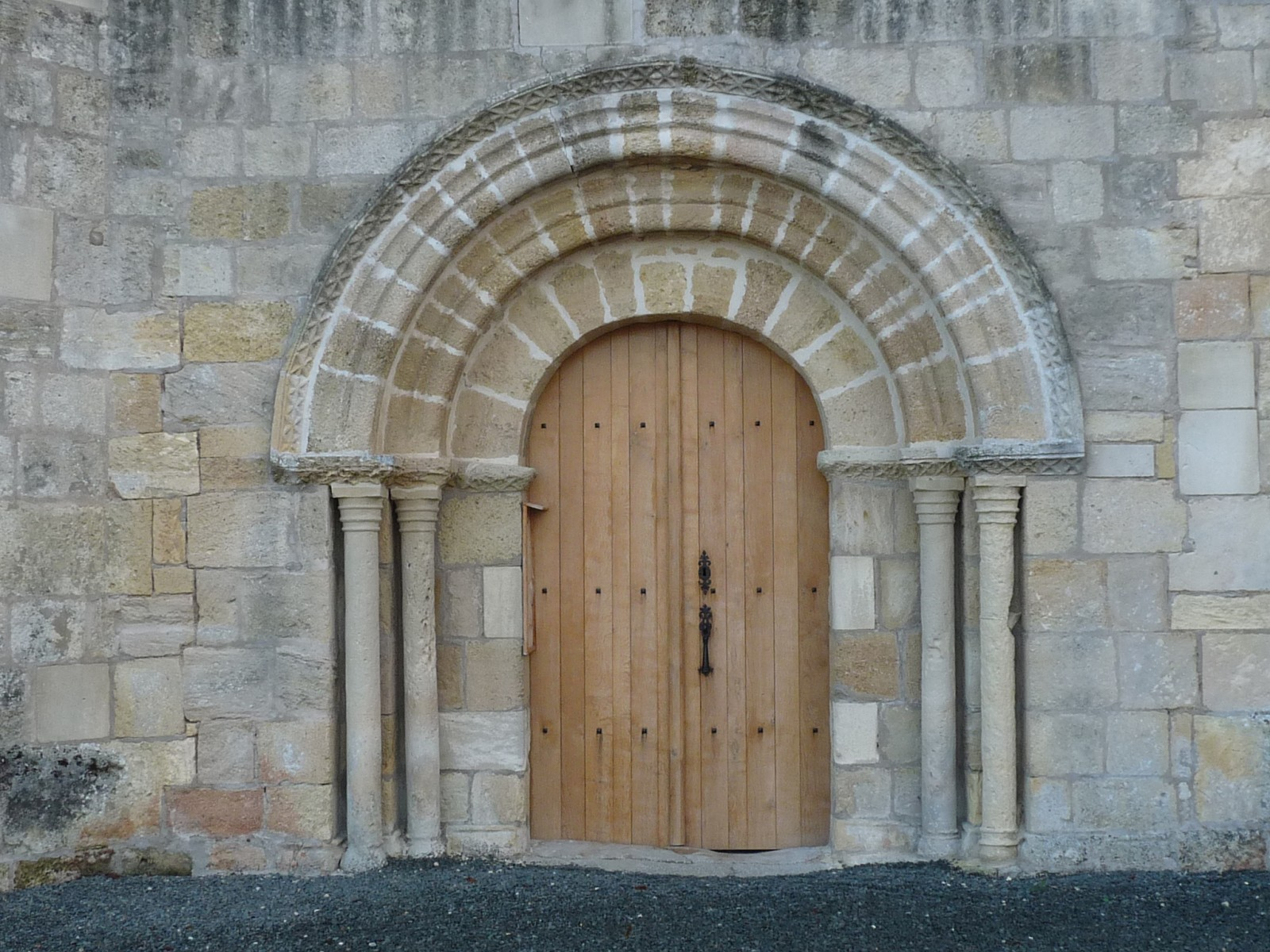
Portail de l'église

## Pour approfondir